# District de Tịnh Biên
Le district de Tịnh Biên est un district rural au sud du Viêt Nam dans la province d'An Giang et le delta du Mékong.

## Présentation

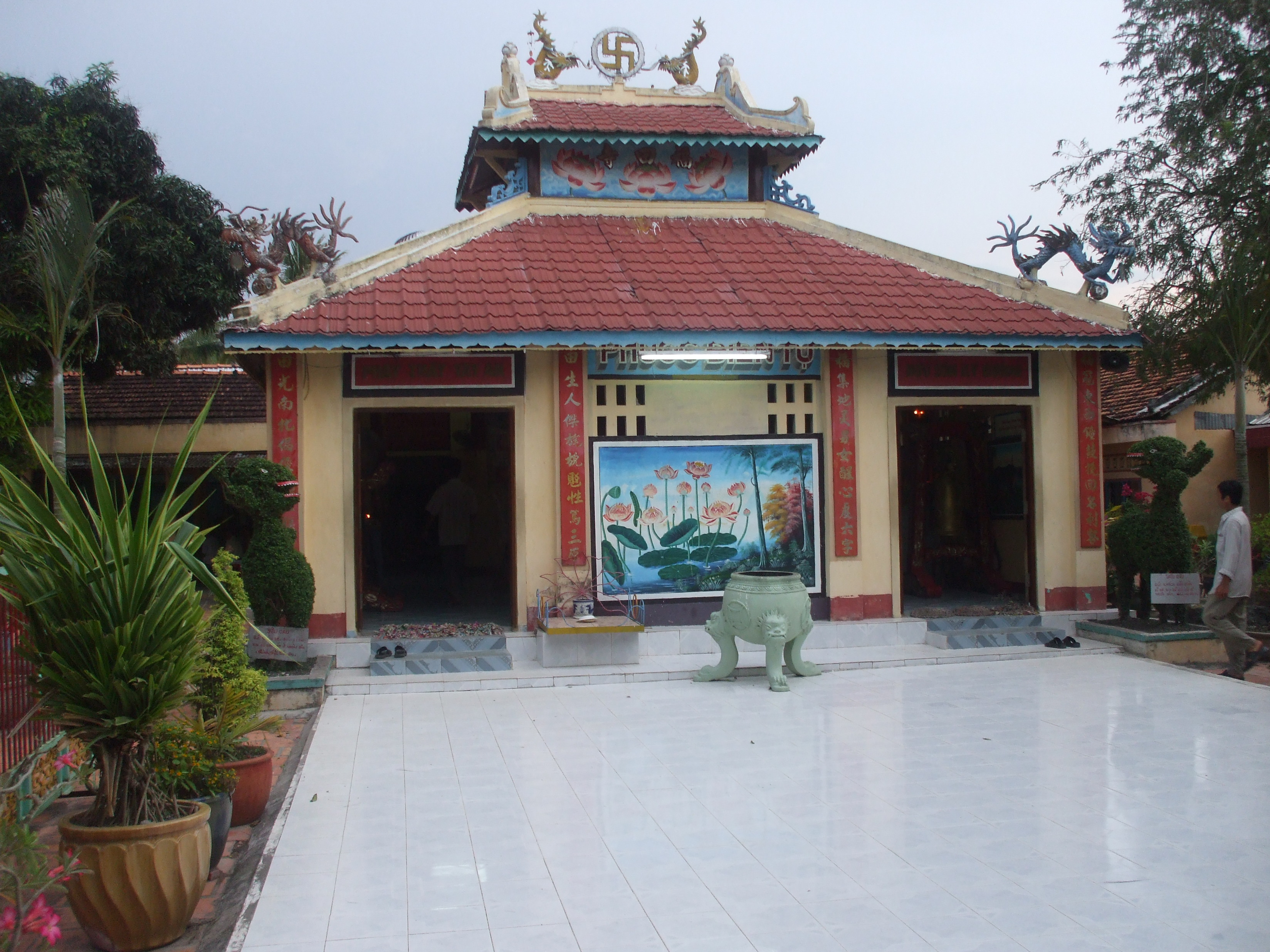
Vue d'une pagode dans la commune rurale de Thới Sơn.

Sa population comptait 115 901 habitants en 2003. Il s'étend sur 337 km2. Son chef-lieu est à Nha Bang. La ville de Tịnh Biên possède un marché important du district.

## Géographie
Le district se trouve à 125 km de Phnom Penh sur la route nationale 2 (CPC). C'est une route fréquemment utilisée par les touristes qui se rendent du Viêt Nam au Cambodge.
Il est également relié par la route nationale 91 à la ville de Can Tho et par la route nationale 55 à la ville côtière d'Hà Tiên à 80 kilomètres.
On trouve des populations khmers dans les communes d'An Cu, Tan Loi, Hao An, Giao Va et Vinh Trung. 
À cause de sa proximité avec la frontière cambodgienne, le trafic illégal de tabac et de produits électronique est répandu.